# Házená na Letních olympijských hrách 1936
Turnaj v házené se odehrál v rámci XI. olympijských her ve dnech 6. až 14. srpna 1936 v německém Berlíně.
Turnaje se zúčastnilo šest mužstev rozdělených do dvou tříčlenných skupin, z nichž první dva postoupili do finálové skupiny kde se hrálo o medaile. Mužstva na třetím místě hrála o páté místo. Poprvé a naposledy se hrála na olympijském turnaji házená s jedenácti hráči a na otevřeném hřišti. Olympijským vítězem se stal tým Německa.

## Turnaj mužů
| Zlato   | Německo (GER)   |
| Stříbro | Rakousko (AUT)  |
| Bronz   | Švýcarsko (SUI) |

### Skupina A
|    |          | GER  | HUN  | USA  | V | R | P | Skóre | B |
| 1. | Německo  | ***  | 22:0 | 29:1 | 2 | 0 | 0 | 51:1  | 4 |
| 2. | Maďarsko | 0:22 | ***  | 7:2  | 1 | 0 | 1 | 7:24  | 2 |
| 3. | USA      | 2:7  | 1:29 | ***  | 0 | 0 | 2 | 3:36  | 0 |

 Německo -  Maďarsko 22:0 (14:0)
6. srpna 1936 (17:15) - Berlín (Polizeistadion)
 Maďarsko -  USA 7:2 (4:1)
7. srpna 1936 (17:20) - Berlín (Polizeistadion)
 Německo -  USA 29:1 (17:0)
8. srpna 1936 (17:15) - Berlín (Polizeistadion)

### Skupina B
|    |           | AUT  | SUI  | ROM  | V | R | P | Skóre | B |
| 1. | Rakousko  | ***  | 14:3 | 18:3 | 2 | 0 | 0 | 32:6  | 4 |
| 2. | Švýcarsko | 3:14 | ***  | 8:6  | 1 | 0 | 1 | 11:20 | 2 |
| 3. | Rumunsko  | 3:18 | 6:8  | ***  | 0 | 0 | 2 | 9:26  | 0 |

 Rakousko -  Rumunsko 18:3 (5:1)
6. srpna 1936 (17:15) - Berlín (BSV-Platz)
 Švýcarsko-  Rumunsko 8:6 (5:2)
7. srpna 1936 (17:15) - Berlín (BSV-Platz)
 Rakousko -  Švýcarsko 14:3 (8:2)
8. srpna 1936 (17:15) - Berlín (BSV-Platz)

### Finále
|    |           | GER  | AUT  | SUI  | HUN  | V | R | P | Skóre | B |
| 1. | Německo   | ***  | 10:6 | 16:6 | 19:6 | 3 | 0 | 0 | 45:18 | 6 |
| 2. | Rakousko  | 6:10 | ***  | 11:6 | 11:7 | 2 | 0 | 1 | 28:23 | 4 |
| 3. | Švýcarsko | 6:16 | 6:11 | ***  | 10:5 | 1 | 0 | 2 | 22:32 | 2 |
| 4. | Maďarsko  | 6:19 | 7:11 | 5:10 | ***  | 0 | 0 | 3 | 18:40 | 0 |

 Německo -  Maďarsko 19:6 (11:3)
10. srpna 1936 (16:00) - Berlín (Polizeistadion)
 Rakousko -  Švýcarsko 11:6 (6:3)
10. srpna 1936 (18:00) - Berlín (Polizeistadion)
 Rakousko -  Maďarsko 11:7 (5:2)
12. srpna 1936 (15:00) - Berlín (Olympia-Stadion)
 Německo -  Švýcarsko 16:6 (9:3)
12. srpna 1936 (17:00) - Berlín (Olympia-Stadion)
 Švýcarsko -  Maďarsko 10:5 (7:2)
14. srpna 1936 (15:00) - Berlín (Olympia-Stadion)
 Německo -  Rakousko 10:6 (5:3)
14. srpna 1936 (16:50) - Berlín (Olympia-Stadion)

### O 5. místo
Rumunsko -  USA 10:3 (4:0)
10. srpna 1936 (11:00) - Berlín (BSV-Platz)

## Soupisky
Seznam hráčů:
1. Německo 
| - Willy Bandholz - Wilhelm Baumann - Helmut Berthold - Helmut Braselmann - Wilhelm Brinkmann - Georg Dascher - Kurt Dossin - Fritz Fromm | - Hermann Hansen - Erich Herrmann - Heinrich Keimig - Hans Keiter - Alfred Klingler - Arthur Knautz - Heinz Körvers | - Karl Kreutzberg - Wilhelm Müller - Günther Ortmann - Edgar Reinhardt - Fritz Spengler - Rudolf Stahl - Hans Theilig |

2.  Rakousko
| - Franz Bartl - Franz Berghammer - Franz Bistricky - Franz Brunner - Johann Houschka - Emil Juracka - Ferdinand Kiefler - Josef Krejci | - Otto Licha - Friedrich Maurer - Anton Perwein - Siegfried Powolny - Siegfried Purner - Walter Reisp - Alfred Schmalzer | - Alois Schnabel - Ludwig Schuberth - Johann Tauscher - Jaroslav Volak - Leopold Wohlrab - Friedrich Wurmböck - Johann Zehetner |

3.  Švýcarsko
| - Max Blösch - Rolf Fäs - Burkhard Gantenbein - Willy Gysi - Erland Herkenrath - Ernst Hufschmid | - Willy Hufschmid - Werner Meyer - Georg Mischon - Willy Schäfer - Werner Scheurmann - Edy Schmid | - Erich Schmitt - Eugen Seiterle - Max Streib - Robert Studer - Rudolf Wirz |

4.  Maďarsko
| - Antal Benda - Sándor Cséfai - Ferenc Cziráki - Miklós Fodor - Lőrinc Galgóczi - János Koppány | - Lajos Kutasi - Tibor Máté - Imre Páli - Ferenc Rákosi - Endre Salgó | - István Serényi - Sándor Szomori - Gyula Takács - Antal Újváry - Ferenc Velkey |

5.  Rumunsko
| - Péter Facsi - Carol Haffer - Ludovic Haffer - Fritz Halmen - Willi Heidel | - Hans Hermannstädter - Hans Georg Herzog - Alfred Höchsmann - Bruno Holzträger - Willi Kirschner | - Günter Schorsten - Robert Speck - Willi Zaharias - Hans Zikeli - Stefan Zoller |

6.  USA
| - William Alexander Ahlemeyer - Walter Bowden - Charles C. Dauner - Edward John Hagen - Joseph Kaylor | - Fred Leinweber - Henry Oehler - Otto Oehler - Herbert Karl Oehmichen | - Willy K. Renz - Alfred Rosesco - Edmund Schallenberg - Gerard A. Yantz |

## Konečné pořadí
| XI. | Olympijské hry | Z | V | R | P | Skóre | B  |
| --- | -------------- | - | - | - | - | ----- | -- |
| 1.  | Německo        | 5 | 5 | 0 | 1 | 96:19 | 10 |
| 2.  | Rakousko       | 5 | 4 | 0 | 1 | 60:29 | 8  |
| 3.  | Švýcarsko      | 5 | 2 | 0 | 3 | 33:52 | 4  |
| 4.  | Maďarsko       | 5 | 1 | 0 | 4 | 25:64 | 2  |
| 5.  | Rumunsko       | 3 | 1 | 0 | 2 | 19:29 | 2  |
| 6.  | Spojené státy  | 3 | 0 | 0 | 3 | 6:46  | 0  |